# Sonderhofen
Sonderhofen è un comune tedesco di 846 abitanti, situato nel land della Baviera.